# 杜家坎
39°50′25″N 116°12′20″E / 39.84040°N 116.20567°E

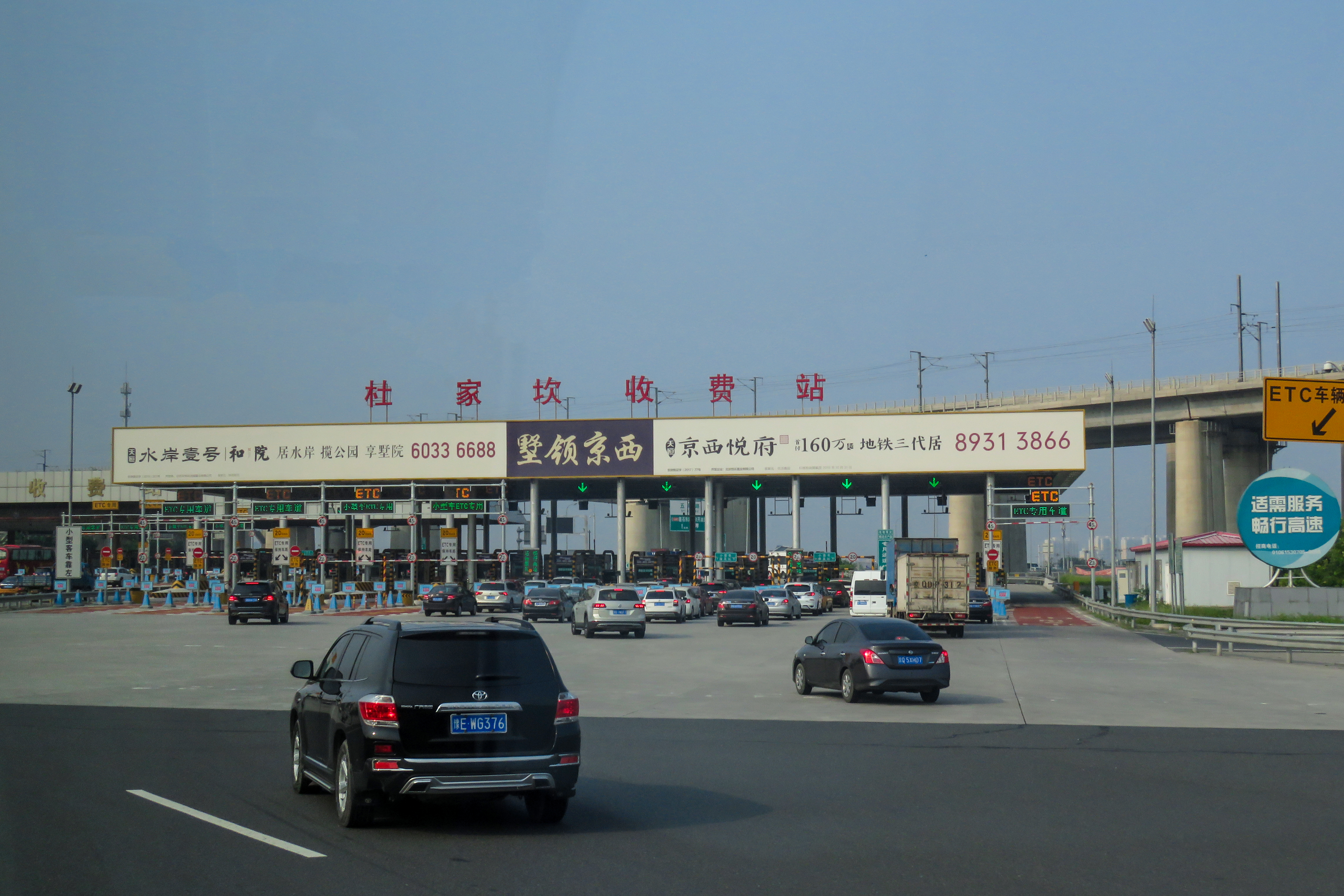
杜家坎收费站进京方向

杜家坎是北京市丰台区长辛店街道的一处地名，由于京港澳高速公路（京石高速公路）的杜家坎收费站而出名。该收费站为著名的“堵点”，被戏称为“杜大爷”、“堵车坎”。早先由于赵辛店至杜家坎段为4车道，加上收费站的存在，导致高速路堵车，2009年杜家坎收费站平日车流量高达11.9万辆，大大超过了4车道的承受能力。北京将斥资5亿元改造这一路段。而可以为杜家坎缓解压力的京石二通道（京昆高速公路）等道路也将开工。杜家坎收费站曾于1998年和2011年进行扩建，2007年开始设置ETC专用车道，目前出京方向有10条车道，进京方向有18条车道。
此外，京广高速铁路在杜家坎设有线路所，由丰台站高架车场引出的京广客专联络线和由北京西站高速场引出的京西联络线在此交汇。